# Associazione Sportiva L'Aquila 1937-1938
Questa voce raccoglie le informazioni riguardanti l'Associazione Sportiva L'Aquila nelle competizioni ufficiali della stagione 1937-1938.

## Stagione
Per l'Associazione Sportiva L'Aquila, la stagione 1937-1938 fu la 1ª assoluta in Serie C e la 3ª complessiva nel terzo livello del campionato italiano di calcio. I rossoblù parteciparono,  inoltre, per la 3ª volta alla Coppa Italia.
Dopo la tragica stagione precedente, culminata con la retrocessione dalla Serie B, la società si presentò ai ranghi di partenza con il dichiarato obiettivo di riconquistare immediatamente la serie cadetta. La squadra fu affidata all'esperto Pietro Piselli e vennero confermati molti dei giocatori dell'anno prima, tra cui soprattutto Giovanni Battioni e Luigi Lessi; non si riuscì, invece, ad evitare la cessione di Orlando Sain che, al termine di un lungo corteggiamento, si accasò all'Ambrosiana-Inter in Serie A.
Il campionato fu condizionato da ben tre ritiri: quelli del Dopolavoro Ferroviario Catania e Catanzarese, avvenuti prima dell'inizio del torneo ma comunque a calendario già compilato, e quello del Lecce al termine della 4ª giornata che annullò tutti i risultati precedenti.
Dopo l'immediata sconfitta contro la Salernitana, con rete dell'ex Walter Corsanini, i rossoblù disputarono un buon torneo ma ebbero un calo di rendimento tra dicembre e gennaio quando incapparono in tre sconfitte consecutive, perdendo terreno rispetto alla coppia di testa formata dalla stessa Salernitana e dalla Civitavecchiese; nonostante un finale di campionato quasi perfetto, impreziosito da tredici risultati utili consecutivi, L'Aquila terminò la stagione in 2ª posizione, a sole due lunghezze dai granata campani che conquistarono, per la prima volta nella loro storia, la promozione in Serie B.
Ugualmente degna di nota fu la partecipazione alla Coppa Italia in cui L'Aquila, sebbene partita dai preliminari, sconfisse in sequenza la SIME Popoli, la Bagnolese, la MATER e il Prato, arrivando a disputare i sedicesimi di finale contro la Juventus; l'8 dicembre 1937, nella prestigiosa cornice dello stadio comunale di Torino, i rossoblù si arresero ai bianconeri, poi vincitori del torneo, non riuscendo a difendere l'iniziale vantaggio.

## Divise
| Casa |

## Rosa
| N. |                   | Ruolo | Calciatore                   |
| -- | ----------------- | ----- | ---------------------------- |
|    | Italia (bandiera) | C     | Giovanni Battioni (capitano) |
|    | Italia (bandiera) | A     | Marino Bon                   |
|    | Italia (bandiera) | D     | Pio Angelo Brindisi          |
|    | Italia (bandiera) | D     | Guerrino Crovatin            |
|    | Italia (bandiera) | C     | Luigi Lessi                  |
|    | Italia (bandiera) | C     | Giovanni Parissone           |
|    | Italia (bandiera) | C     | Mario Pensierini             |

| N. |                   | Ruolo | Calciatore            |
| -- | ----------------- | ----- | --------------------- |
|    | Italia (bandiera) | A     | Gino Piccinini (I)    |
|    | Italia (bandiera) | C     | Alfredo Romagnoli (I) |
|    | Italia (bandiera) | C     | Bruno Schillani       |
|    | Italia (bandiera) | P     | Gorido Stornelli      |
|    | Italia (bandiera) | D     | Aldo Stradiot         |
|    | Italia (bandiera) | P     | Michele Tedeschi      |
|    | Italia (bandiera) | D     | Pasquale Viganò       |

## Risultati

### Serie C

#### Girone di andata
| Aquila degli Abruzzi 26 settembre 1937 1ª giornata                        | L'Aquila  | 5 – 0 | Foggia | Stadio XXVIII Ottobre |
| \| \| \| \| \| Battioni 11’, 29’, 57’, 67’, 73’ (rig.) \| Marcatori \| \| |           |       |        |                       |
|                                                                           |           |       |        |                       |
| Battioni 11’, 29’, 57’, 67’, 73’ (rig.)                                   | Marcatori |       |        |                       |

| Salerno 3 ottobre 1937 2ª giornata              | Salernitana | 1 – 0 | L'Aquila | Stadio del Littorio |
| \| \| \| \| \| Corsanini 56’ \| Marcatori \| \| |             |       |          |                     |
|                                                 |             |       |          |                     |
| Corsanini 56’                                   | Marcatori   |       |          |                     |

| Cagliari 10 ottobre 1937 3ª giornata           | Cagliari  | 0 – 1        | L'Aquila | Campo Dux |
| \| \| \| \| \| \| Marcatori \| 60’ Crovatin \| |           |              |          |           |
|                                                |           |              |          |           |
|                                                | Marcatori | 60’ Crovatin |          |           |

| 17 ottobre 1937 4ª giornata |  | – Turno di riposo |  |  |

| Napoli 24 ottobre 1937 5ª giornata                         | Bagnolese | 1 – 1          | L'Aquila | Campo dell'Ilva |
| \| \| \| \| \| Paone 58’ \| Marcatori \| 33’ Pensierini \| |           |                |          |                 |
|                                                            |           |                |          |                 |
| Paone 58’                                                  | Marcatori | 33’ Pensierini |          |                 |

| Aquila degli Abruzzi 7 novembre 1937 6ª giornata                               | L'Aquila  | 2 – 1           | Stabia | Stadio XXVIII Ottobre |
| \| \| \| \| \| Battioni 54’ Piccinini I 78’ \| Marcatori \| 36’ Gherarducci \| |           |                 |        |                       |
|                                                                                |           |                 |        |                       |
| Battioni 54’ Piccinini I 78’                                                   | Marcatori | 36’ Gherarducci |        |                       |

| Cosenza 14 novembre 1937 7ª giornata                               | Cosenza   | 1 – 1        | L'Aquila | Campo Città di Cosenza |
| \| \| \| \| \| Nicolini 42’ (rig.) \| Marcatori \| 87’ Crovatin \| |           |              |          |                        |
|                                                                    |           |              |          |                        |
| Nicolini 42’ (rig.)                                                | Marcatori | 87’ Crovatin |          |                        |

| Aquila degli Abruzzi 21 novembre 1937 8ª giornata                                 | L'Aquila  | 4 – 0 | Manfredonia | Stadio XXVIII Ottobre |
| \| \| \| \| \| Parissone 45’, 66’ Battioni 50’ Romagnoli I 74’ \| Marcatori \| \| |           |       |             |                       |
|                                                                                   |           |       |             |                       |
| Parissone 45’, 66’ Battioni 50’ Romagnoli I 74’                                   | Marcatori |       |             |                       |

| Lecce 28 novembre 1937 9ª giornata | Lecce | – Non disputata | L'Aquila | Campo sportivo XXVIII Ottobre |

| Aquila degli Abruzzi 12 dicembre 1937 10ª giornata            | L'Aquila  | 2 – 0 | SIME Popoli | Stadio XXVIII Ottobre |
| \| \| \| \| \| Piccinini I 5’ Battioni 40’ \| Marcatori \| \| |           |       |             |                       |
|                                                               |           |       |             |                       |
| Piccinini I 5’ Battioni 40’                                   | Marcatori |       |             |                       |

| Catania 19 dicembre 1937 11ª giornata                                           | Catania   | 2 – 1     | L'Aquila | Stadio polisportivo |
| \| \| \| \| \| Stivanello 44’ (rig.) Ravizzoli 50’ \| Marcatori \| 25’ Lessi \| |           |           |          |                     |
|                                                                                 |           |           |          |                     |
| Stivanello 44’ (rig.) Ravizzoli 50’                                             | Marcatori | 25’ Lessi |          |                     |

| Aquila degli Abruzzi 2 gennaio 1938 12ª giornata                     | L'Aquila  | 1 – 2                | Civitavecchiese | Stadio XXVIII Ottobre |
| \| \| \| \| \| Parissone 15’ \| Marcatori \| 5’ Pacini 85’ Stilli \| |           |                      |                 |                       |
|                                                                      |           |                      |                 |                       |
| Parissone 15’                                                        | Marcatori | 5’ Pacini 85’ Stilli |                 |                       |

| Roma 9 gennaio 1938 13ª giornata                 | MATER     | 1 – 0 | L'Aquila | Motovelodromo Appio |
| \| \| \| \| \| Longobardi 72’ \| Marcatori \| \| |           |       |          |                     |
|                                                  |           |       |          |                     |
| Longobardi 72’                                   | Marcatori |       |          |                     |

| Potenza 16 gennaio 1938 14ª giornata              | Potenza   | 0 – 1           | L'Aquila | Stadio del Littorio |
| \| \| \| \| \| \| Marcatori \| 25’ Romagnoli I \| |           |                 |          |                     |
|                                                   |           |                 |          |                     |
|                                                   | Marcatori | 25’ Romagnoli I |          |                     |

| 23 gennaio 1938 15ª giornata |  | – Turno di riposo |  |  |

#### Girone di ritorno
| Foggia 30 gennaio 1938 16ª giornata               | Foggia    | 0 – 1           | L'Aquila | Campo sportivo del Littorio |
| \| \| \| \| \| \| Marcatori \| 53’ Piccinini I \| |           |                 |          |                             |
|                                                   |           |                 |          |                             |
|                                                   | Marcatori | 53’ Piccinini I |          |                             |

| Aquila degli Abruzzi 6 febbraio 1938 17ª giornata | L'Aquila  | 1 – 0 | Salernitana | Stadio XXVIII Ottobre |
| \| \| \| \| \| Piccinini I 73’ \| Marcatori \| \| |           |       |             |                       |
|                                                   |           |       |             |                       |
| Piccinini I 73’                                   | Marcatori |       |             |                       |

| Aquila degli Abruzzi 13 febbraio 1938 18ª giornata        | L'Aquila  | 2 – 0 | Cagliari | Stadio XXVIII Ottobre |
| \| \| \| \| \| Lessi 22’ Parissone 28’ \| Marcatori \| \| |           |       |          |                       |
|                                                           |           |       |          |                       |
| Lessi 22’ Parissone 28’                                   | Marcatori |       |          |                       |

| 20 febbraio 1938 19ª giornata |  | – Turno di riposo |  |  |

| Aquila degli Abruzzi 27 febbraio 1938 20ª giornata | L'Aquila  | 1 – 0 | Bagnolese | Stadio XXVIII Ottobre |
| \| \| \| \| \| Lessi 27’ \| Marcatori \| \|        |           |       |           |                       |
|                                                    |           |       |           |                       |
| Lessi 27’                                          | Marcatori |       |           |                       |

| Castellammare di Stabia 6 marzo 1938 21ª giornata                | Stabia    | 1 – 1           | L'Aquila | Stadio San Marco |
| \| \| \| \| \| Tramparulo 76’ \| Marcatori \| 47’ Piccinini I \| |           |                 |          |                  |
|                                                                  |           |                 |          |                  |
| Tramparulo 76’                                                   | Marcatori | 47’ Piccinini I |          |                  |

| Aquila degli Abruzzi 13 marzo 1938 22ª giornata                                              | L'Aquila  | 5 – 0 | Cosenza | Stadio XXVIII Ottobre |
| \| \| \| \| \| Romagnoli I 18’ Lessi 50’ Pensierini 60’ Battioni 70’, 77’ \| Marcatori \| \| |           |       |         |                       |
|                                                                                              |           |       |         |                       |
| Romagnoli I 18’ Lessi 50’ Pensierini 60’ Battioni 70’, 77’                                   | Marcatori |       |         |                       |

| Manfredonia 20 marzo 1938 23ª giornata                    | Manfredonia | 1 – 1         | L'Aquila | Campo del Littorio |
| \| \| \| \| \| Carta 64’ \| Marcatori \| 10’ Parissone \| |             |               |          |                    |
|                                                           |             |               |          |                    |
| Carta 64’                                                 | Marcatori   | 10’ Parissone |          |                    |

| Aquila degli Abruzzi 27 marzo 1938 24ª giornata | L'Aquila | – Non disputata | Lecce | Stadio XXVIII Ottobre |

| Popoli 3 aprile 1938 25ª giornata           | SIME Popoli | 0 – 1     | L'Aquila | Campo del Littorio |
| \| \| \| \| \| \| Marcatori \| 81’ Lessi \| |             |           |          |                    |
|                                             |             |           |          |                    |
|                                             | Marcatori   | 81’ Lessi |          |                    |

| Aquila degli Abruzzi 10 aprile 1938 26ª giornata | L'Aquila | 0 – 0 | Catania | Stadio XXVIII Ottobre |

| Civitavecchia 17 aprile 1938 27ª giornata                                                                                  | Civitavecchiese | 2 – 6                                                             | L'Aquila | Campo del Littorio |
| \| \| \| \| \| Miniati 13’ Stilli 54’ \| Marcatori \| 24’, 39’, 64’ Battioni 31’ Piccinini I 62’ Schillani 67’ Crovatin \| |                 |                                                                   |          |                    |
| |                 |                                                                   |          |                    |
| Miniati 13’ Stilli 54’ | Marcatori       | 24’, 39’, 64’ Battioni 31’ Piccinini I 62’ Schillani 67’ Crovatin |          |                    |

| Aquila degli Abruzzi 24 aprile 1938 28ª giornata               | L'Aquila  | 2 – 0 | MATER | Stadio XXVIII Ottobre |
| \| \| \| \| \| Piccinini I 23’ Battioni 47’ \| Marcatori \| \| |           |       |       |                       |
|                                                                |           |       |       |                       |
| Piccinini I 23’ Battioni 47’                                   | Marcatori |       |       |                       |

| Aquila degli Abruzzi 1º maggio 1938 29ª giornata | L'Aquila  | 1 – 0 | Potenza | Stadio XXVIII Ottobre |
| \| \| \| \| \| Schillani 47’ \| Marcatori \| \|  |           |       |         |                       |
|                                                  |           |       |         |                       |
| Schillani 47’                                    | Marcatori |       |         |                       |

| 8 maggio 1938 30ª giornata |  | – Turno di riposo |  |  |

### Coppa Italia

#### Preliminari
| Aquila degli Abruzzi 5 settembre 1937 Qualificazioni | L'Aquila  | 0 – 1 (d.t.s.) (0-0) | SIME Popoli | Stadio XXVIII Ottobre (851 spett.) |
| \| \| \| \| \| Battioni 119’ \| Marcatori \| \|      |           |                      |             |                                    |
|                                                      |           |                      |             |                                    |
| Battioni 119’                                        | Marcatori |                      |             |                                    |

| Napoli 18 settembre 1937 Primo turno                                                                              | Bagnolese | 4 – 4 (d.t.s.) (2-2)                | L'Aquila | Campo dell'Ilva (498 spett.) |
| \| \| \| \| \| Sacchi II 57’, 93’ Sacchi II 75’ Paone 109’ \| Marcatori \| 22’, 104’, 115’ Lessi 69’ Parissone \| |           |                                     |          |                              |
| |           |                                     |          |                              |
| Sacchi II 57’, 93’ Sacchi II 75’ Paone 109’                                                                       | Marcatori | 22’, 104’, 115’ Lessi 69’ Parissone |          |                              |

| Aquila degli Abruzzi 28 ottobre 1937 Primo turno - Ripetizione | L'Aquila  | 3 – 0 | Bagnolese | Stadio XXVIII Ottobre (995 spett.) |
| \| \| \| \| \| Battioni 20’ Lessi 46’, 84’ \| Marcatori \| \|  |           |       |           |                                    |
|                                                                |           |       |           |                                    |
| Battioni 20’ Lessi 46’, 84’                                    | Marcatori |       |           |                                    |

| Arbitro: | Cianci (Ancona) |

|                |           |  |
| Pensierini 27’ | Marcatori |  |

| Prato 4 novembre 1937 Terzo turno                                             | Prato     | 1 – 3                            | L'Aquila | Campo Vittorio Veneto (1 182 spett.) |
| \| \| \| \| \| Meucci 15’ \| Marcatori \| 59’, 60’ Piccinini 75’ Parissone \| |           |                                  |          |                                      |
|                                                                               |           |                                  |          |                                      |
| Meucci 15’                                                                    | Marcatori | 59’, 60’ Piccinini 75’ Parissone |          |                                      |

#### Fase finale
| Arbitro: | Carminati (Milano) |

|                                         |           |              |
| Borel II 47’ (rig.) Monti 76’ Dante 80’ | Marcatori | 15’ Battioni |

## Statistiche

### Statistiche di squadra
| Competizione | Punti | In casa | In casa | In casa | In casa | In casa | In casa | In trasferta | In trasferta | In trasferta | In trasferta | In trasferta | In trasferta | Totale | Totale | Totale | Totale | Totale | Totale | DR  |
| Competizione | Punti | G       | V       | N       | P       | Gf      | Gs      | G            | V            | N            | P            | Gf           | Gs           | G      | V      | N      | P      | Gf     | Gs     | DR  |
| ------------ | ----- | ------- | ------- | ------- | ------- | ------- | ------- | ------------ | ------------ | ------------ | ------------ | ------------ | ------------ | ------ | ------ | ------ | ------ | ------ | ------ | --- |
| Serie C      | 35    | 12      | 10      | 1       | 1       | 26      | 3       | 12           | 5            | 4            | 3            | 15           | 10           | 24     | 15     | 5      | 4      | 41     | 13     | +28 |
| Coppa Italia | -     | 3       | 3       | 0       | 0       | 5       | 0       | 3            | 1            | 1            | 1            | 8            | 9            | 6      | 4      | 1      | 1      | 13     | 9      | +4  |
| Totale       | -     | 15      | 13      | 1       | 1       | 31      | 3       | 15           | 6            | 5            | 4            | 23           | 19           | 30     | 19     | 6      | 5      | 54     | 22     | +32 |